# Oxysternon palaemon
Oxysternon palaemon là một loài bọ cánh cứng trong họ Bọ hung (Scarabaeidae).